# Épanchement
Un épanchement est une accumulation gazeuse ou liquide. Les pathologies pleurales se manifestent par des épanchements liquidiens ou gazeux.

## Épanchements liquidiens
- Épanchement inflammatoire : 
  - pleurésie, due soit à une infection, soit à une tumeur de la plèvre ;
  - synovite, source d'épanchement de synovie (la membrane synoviale enflammée sécrète abondamment ce liquide).
- Épanchement mécanique dans l'insuffisance cardiaque, hépatique ou rénale (si diminution des protéines sanguines, il y a des œdèmes : tissu qui se charge en eau).
- Épanchement de sang dans la plèvre : hémothorax d'origine traumatique : hémorragie dans la plèvre (par exemple à la suite d'un coup de couteau). Le risque d'un épanchement massif est l'étouffement puis la mort.

## Épanchement gazeux
Pneumothorax d'origine traumatique (fracture de côtes), peut aussi être spontané dans l'emphysème. Les pathologies pleurales peuvent notamment entraîner une insuffisance respiratoire aiguë par exemple dans le cas d'un pneumothorax.